# کوه پرچم
کوه پرچم (انگلیسی: Perchem) یک کوه در شبه‌جزیره کریمه است.